# Caranaíba
Caranaíba è un comune del Brasile nello Stato del Minas Gerais, parte della mesoregione di Campo das Vertentes e della microregione di Barbacena.